# Hans Grahl
Hans Grahl (* 30. März 1895 in Braunschweig; † 31. August 1966 in Berlin) war ein deutscher Opernsänger in der Stimmlage  Tenor.

## Leben
Grahl wurde 1895 als Sohn des Opernsängers Maximilian Grahl geboren. Nach seiner Gymnasialzeit ergriff er den Beruf des Drogisten in Braunschweig. Am Ersten Weltkrieg nahm er als Freiwilliger teil und wurde mit dem Ehrenkreuz geehrt. Nach Kriegsende studierte Grahl in Dresden Gesang. Am Städtischen Theater Leipzig hatte er seinen ersten Auftritt. Engagements brachten ihn nach Weimar und Darmstadt, bevor er am 12. Februar 1929 erstmals an der Hamburgischen Staatsoper sang und ab 1930 Ensemblemitglied wurde. Mit brutto 2500 Reichsmark im Monat war Grahl das höchstbezahlte Mitglied des Hauses, Intendant und Generalmusikdirektor einbezogen. 1936 wurde ihm der Titel Kammersänger verliehen. Er trat auch im Ausland auf, u. a. bei den Salzburger Festspielen, in Philadelphia und in Wien.
Am 4. Mai 1937 verurteilte ihn das Amtsgericht Hamburg unter Vorsitz von Richter Riebow wegen fortgesetzten Vergehens gegen § 175 zu sechs Monaten Haft. Die Strafe verbüßte Grahl im Gefängnis Glasmoor. Karl Strohm, Intendant der Hamburgischen Staatsoper, setzte sich für eine vorzeitige Entlassung ein. Die Gnadengesuche von Grahl und seiner Ehefrau Claire Falke waren erfolgreich. Eine Reststrafe von 61 Tagen wurde ihm erlassen.
Grahl ist nach der Haftentlassung nie wieder in Hamburg aufgetreten. Er emigrierte in die Tschechoslowakei, wo er bis 1939 am Deutschen Theater in Prag tätig war. Danach sang er bis 1945 in Breslau. Nach dem Zweiten Weltkrieg ging Grahl nach Berlin, wo er mehrmals auftrat und sich als Gesangslehrer betätigte. Grahl starb am 31. August 1966 im Alter von 71 Jahren in Berlin.
2008 ehrte ihn die Stadt Hamburg mit der Benennung des Hans-Grahl-Wegs, ein Fußweg durch den Gustav-Mahler-Park zwischen Dammtorstraße und Neuer Jungfernstieg im Stadtteil Neustadt.